# Plentzia
Plentzia város Spanyolországban,  Bizkaia tartományban. Plentzia Gorliz, Lemoiz, Gatika, Urduliz és Barrika községekkel határos. Lakosainak száma 4390 fő (2024).

## Népesség
A település népessége az utóbbi években az alábbiak szerint változott:
| Lakosok száma | 3622 | 3895 | 4081 | 4302 | 4314 | 4344 | 4387 | 4331 | 4376 | 4390 |
|               | 2001 | 2004 | 2007 | 2009 | 2012 | 2014 | 2017 | 2019 | 2022 | 2024 |